# Gewone mierwesp
De gewone mierwesp (Smicromyrme rufipes) is een vliesvleugelig insect uit de familie van de mierwespen (Mutillidae). De wetenschappelijke naam van de soort is voor het eerst geldig gepubliceerd in 1787 door Fabricius.